# Uomo nei poemi omerici
Gli uomini nei poemi omerici hanno una particolare concezione di se stessi e dei propri consimili e questo permette nello specifico di comprendere quale sia stata l'evoluzione della lingua greca dai suoi tempi remoti sino all'epoca classica.
Una delle principali questioni per la comprensione del linguaggio di Omero è stata messa in evidenza fin dai tempi di Aristarco di Samotracia: è necessario attribuire a ogni vocabolo il significato che aveva a quell'epoca, evitando quelli derivati dalle successive evoluzioni culturali, per ridare innanzitutto ai testi una interpretazione più vicina all'originale e per permettere in secondo luogo di evidenziare le dissimilarità culturali tra le varie epoche della civiltà greca e facilitare la comprensione di quale sia stata l'evoluzione culturale della stessa. Se la lingua greca trova molte delle sue massime espressioni nel V secolo a.C., quella di Omero può apparire al raffronto quasi primitiva, legata più alle percezioni fisiche che alle astrazioni.

## La percezione visiva
I testi omerici, caratterizzati da un linguaggio particolarmente concreto, usano molti verbi atti a descrivere i vari aspetti del "vedere": si registrano δέρκεσθαι, παπταίνειν, λεύσσειν, ὄσσεσθαι, ὁρᾶω, ἰδεῖν,  ἀθρεῖν, θεᾶσθαι, σκέπτεσθαι, δενδίλλειν, dei quali i primi quattro sono scomparsi lasciando il posto, tra gli altri, a βλέπειν e a θεωρεῖν. Bisogna però evidenziare come tutte queste sfaccettature del "vedere" non esprimano un'azione scevra da una particolare connotazione, quasi lo sguardo fosse carico di un valore espressivo particolare, per esempio, nel momento di un dialogo o in quello in cui l'osservatore guardava pensando a qualcosa di particolare. Di conseguenza, se si volessero rendere le forme usate da Omero evidenziandone tutti i valori, si rischierebbero traduzioni "sentimentali e prolisse".
I verbi usati da Omero per esprimere percezione ma poi caduti in disuso mettono in un ruolo di primaria importanza le modalità del guardare o le sensazioni che questo provoca.
- "Vedere" scritto come δέρκεσθαι, letteralmente "guardare con uno sguardo particolare", trasmettendo un'impressione all'osservatore terzo,[4] assume la particolare connotazione del "guardare con nostalgia" o del "guardare con sguardo sperduto e vagante", e trova la sua massima espressione nella formula "πόντον έπ'ἀτρύγετον δερκέσκετο δάκρυα λείβων" riferita ad Odisseo.[5] Altri suoi traducenti italiani potrebbero essere "spalancare gli occhi", "fissare"; viene evidenziata la presenza dell'osservazione come un qualcosa di fisico, quasi comportasse l'emissione di raggi: spesso questo verbo era riferito ai rapaci.[3] Altro significato assunto da questo verbo, ma comunque sempre legato al medesimo significato generico, è per esempio quello di "guardare intensamente un oggetto", "far posare lo sguardo su qualcosa": massima espressione di questo valore si trova nel dialogo tra Achille e Patroclo che precedette la partenza di quest'ultimo per il campo di battaglia: l'eroe si rivolge al compagno dicendogli "Tu piangi come una ragazzina che voglia essere presa in braccio dalla madre", in greco antico: "δακρυόεσσα δέ μιν ποτιδέρκεται, ὄφρ'ανέληται"?.[6] Questo perché lo sguardo della ragazzina piangente è rivolto alla madre: secondo Bruno Snell un traducente ottimale potrebbe essere il tedesco "blicken", che significa "irradiare" e trova delle connessioni al termine "lampo", blitz.[3]
- "Guardare" scritto come παπταίνειν ha sì un traducente differente (significa "guardare l'ambiente circostante cercando qualcosa e facendolo con sguardo circospetto") ma punta come il precedente non tanto ad evidenziare l'azione del vedere, quanto come un osservatore terzo legga il processo visivo del soggetto: ciò è confermato dal fatto che nell'opera omerica questi due verbi non siano mai usati in prima persona, ma solo per evidenziare come il processo osservativo di uno sia osservato da un altro.[4]
- "Vedere" scritto come λεύσσειν significa "vedere qualcosa di brillante" o "guardare lontano": attestato solo in quattro casi nell'Iliade, in tre di essi ha come accusativo (in funzione di complemento oggetto) il fuoco o le armi; è spesso espresso alla prima persona e implica una certa intensità nell'osservare (in quanto il soggetto può provare gioia o terrore dal vedere).[4] Pur distaccandosi dai precedenti verbi, λεύσσειν presenta comunque uno straordinario collegamento coll'oggetto veduto, in quanto questo è veicolo di sensazioni.[4]
- L'ultimo dei quattro verbi ora caduti in disuso per esprimere la concezione del "vedere" è ὄσσεσθαι: esso ha la particolare accezione del "vedere qualcosa di minaccioso dinanzi agli occhi" e, in senso più lato, di "presentire".[7] Anche in questo caso l'oggetto dell'osservazione e la sensazione che esso provoca hanno un'importanza particolare.[7]

Pure i verbi che trovano attestazione non solo in Omero hanno nei testi di quest'ultimo un valore particolare.
- "Guardare" come θεᾶσθαι potrebbe significare qualcosa di simile a "star lì a guardare", "guardare con la bocca spalancata".[7]
- I verbi ὁρᾶω, ἰδεῖν e ὄψεσθαι, che in epoca classica assunsero significati molto vicini (erano tutti riconducibili al generico "vedere"), in Omero avevano valori leggermente differenti, ma la questione è molto complessa.[7][8]

Un verbo non attestato in Omero, θεωρεῖν, sta a esprimere quel "vedere connesso a concentrazione": alla semplice osservazione visiva si affianca la percezione uditiva, evidenziando una profonda evoluzione. Da ciò si può dedurre che, col passare del tempo e l'appropinquarsi dell'epoca classica, il semplice "vedere" si avvicina al più astratto "percepire"; contestualmente la parte del discorso che qualifica l'azione non è più un tutt'uno col verbo, ma diventa un'aggiunta avverbiale che si unisce al significato base. A titolo d'esempio, παπταίνειν delega le proprie funzioni a περιβλεπομαι, composto formato sulla base del verbo generico βλέπειν.

## La percezione del corpo
Curioso è l'uso che Omero fa dei termini per riferirsi al "corpo". Alcune particolarità vennero notate fino dai tempi di Aristarco.
- Il termine σῶμα (sòma), usato in seguito per designare i corpi dei viventi, come notato da Aristarco non è mai da Omero usato per questi, ma solo per i morti, tanto da assumere il significato di "cadavere".[9]
- Il termine δέμας (démas) trova nei poemi omerici un vasto utilizzo: nonostante secondo Aristarco possa essere tradotto in sostituzione di σῶμα, Omero fa un uso di questo termine per disegnare più la figura e l'aspetto che la materia.[9]

Altre sono le parole usate da Omero per designare il corpo nei suoi vari aspetti: γυῖα (gyìa) e μέλεα (mélea), plurali che stanno a significare "membra", se mosse da articolazioni nel primo caso (e in particolar modo per braccia e gambe), se mosse da muscoli nel secondo, come nel caso di λέλυντο γυῖα (lélynto gyìa), γυῖα τρομέονται (gyìa troméonta), ἵδρως ἐκ μελέων ἔρρεεν (hìdros ek meléon érreen) e πλῆσθεν δ'ἄρα οἷ μέλε'ἐντὸς ἀλκῆς (plésthen d'àra hòj méle'entòs alkés), traducibili rispettivamente come "il suo corpo diventa fiacco", "egli tremava in tutto il corpo", "il sudore traspirava dal corpo" e "il suo corpo si riempì di forza". È significativo notare come anche nell'arte prima del V secolo a.C. il corpo fosse rappresentato come una pluralità, alla stregua di quanto è caratteristico dei disegni puerili. Mentre però in queste ultime raffigurazioni è il busto l'elemento centrale della figura, in quelle risalenti al periodo geometrico dell'arte greca elementi cruciali della figura sono gli arti, i muscoli, che appaiono l'uno separato dall'altro e congiunti con giunture, in conformità coi significati propri delle parole γυῖα e μέλεα. Notiamo quindi che, se il disegno puerile raffigura il corpo nella sua interezza, quello greco-arcaico evidenzia il senso del movimento. Di conseguenza, si può notare un parallelismo tra la percezione del fisico e quella sensoriale: i verbi arcaici per "vedere" evidenziano le sue forme evidenti, mentre quelli classici qualificano l'attività in quanto tale. Ciò potrebbe essere legato al fatto che, indicando un uomo, non era necessario sottolineare il fatto che avesse un corpo, mentre nel descriverlo importante era mettere in evidenza le parti di lui più notevoli.
Vi sono poi alcune parole usate così raramente da Omero che possono essere considerate delle eccezioni: ἅψεα (hàpsea) e ῥέθεα (rhéthea). Un'altra parola cruciale nei testi omerici è χρώς (chròs), che letteralmente significa "pelle", ma che va intesa non tanto in senso anatomico (come si fa con δέρμα, dérma) ma come involucro del corpo e portatrice di vita. Per lungo tempo si era creduto invece che χρώς significasse "corpo".
Riassumendo, solo γυῖα e μέλεα hanno un nesso con la corporeità del fisico, mentre χρώς e δέμας sembrano maggiormente designare rispettivamente il "limite" del corpo e la statura.

## La percezione dell'anima
Particolare e radicalmente diverso da quello tipico della letteratura classica è l'uso dei termini indicanti l'anima all'interno dei testi omerici.
- La parola ψυχή (psyché), atta a designare l'anima "pensante e senziente" nel greco classico, in Omero acquisisce il valore di anima "che tiene in vita l'uomo".[13]
- Le parole θυμός (thymòs) e νόος sono subentrate per riempire alcuni vuoti nati sovrapponendo i valori moderni di "anima" con quelli della ψυχή omerica.[13]

### Il termine ψυχή
Il termine ψυχή potrebbe essere tradotto come "alito vitale" e assume uno straordinario senso fisico. In Omero, questo termine è strettamente connesso al momento della morte, nel quale si allontana dal vivente e dal quale comincia a vagabondare per l'Ade (uscendo dalla bocca con un respiro o dalla ferita che si è rivelata mortale e diventando uno spettro ad immagine del defunto, in greco antico: εἴδωλον? (éjdolon); il termine ψυχή presenta una connessione etimologica con "spirare", in greco antico: ψύχειν? (psychejn); nulla è detto su come essa si comporti durante la vita dell'uomo di cui è ospite, tranne che in primo luogo abbandona l'uomo non solo da morto, ma anche quando sviene e in secondo che è connessa al concetto di vita: non si sa quindi che funzioni abbia e ove abbia sede. È certamente non opportuno disgiungere questo lemma in due, per darne valori diversi a seconda dei contesti.